# Pierre de Gassion
Pour les articles homonymes, voir Gassion.
Pierre de Gassion, né en 1641 à Pau, fut président du Parlement de Navarre.
Il est le fils de Jean de Gassion, président du Parlement de Navarre, et le neveu du Maréchal de France Jean de Gassion, redoutable homme de guerre.